# Artur Malewski
Artur Malewski (ur. 29 maja 1975 w Tomaszowie Mazowieckim) – polski artysta sztuk wizualnych, performer, autor rzeźb, instalacji, obiektów i filmów wideo.

## Życiorys
Artur Malewski jest absolwentem Wydziału Edukacji Wizualnej Akademii Sztuk Pięknych w Łodzi (1996–2002), gdzie obronił dyplom pod kierunkiem Wiesława Karolaka. W 2017 obronił pracę doktorską na Uniwersytecie Artystycznym w Poznaniu pt. „Living dead w perspektywie posthumanizmu”. Jest współpracownikiem Galerii Piekary w Poznaniu i Zony Sztuki Aktualnej w Łodzi oraz asystentem w Pracowni Obrazu VI na Wydziale Malarstwa i Nowych Mediów Akademii Sztuki w Szczecinie. Wraz z Piotrem Bruchem jest współtwórcą grupy performatywnej Martwychwstaniec.

### Życie prywatne
Mieszkał i pracował w Łodzi, a następnie w Szczecinie.

## Wyróżnienia
- Nominacja do Spojrzeń– Nagrody Fundacji Deutsche Bank (2011)[1][5],
- Nominacja do Paszportu „Polityki” (2011)[5];
- Nagroda Prezydenta Miasta Łodzi w XVIII Konkursie imienia Władysława Strzemińskiego w Łodzi (2011)[7].

## Twórczość
W działalności artystycznej inspiruje się horrorami, filmami grozy, dawnymi wierzeniami i okultyzmem, a także podejmuje tematykę płci, tożsamości i seksualności. Wykorzystuje także czarny humor i absurd. W pracy wykorzystuje żywicę poliestrową, silikon, kauczuk, cement, skóry zwierzęce i naturalne włosie. Często używa figury wilkołaka, zjawiska hipnozy oraz doświadczeń okultystycznych. Jest również autorem statuetek wręczanych podczas festiwalu Soundedit. Jego prace znajdują się w zbiorach Muzeum Sztuki w Łodzi, Zachęty Sztuki Współczesnej w Szczecinie oraz w prywatnych kolekcjach.

### Rzeźby i instalacje
- „Mityczna matka kultury śródziemnomorskiej przetransponowana na współczesną typografię śmierci”, 2001;
- „Człowiek szczęśliwy, trochę nieszczęśliwy”, 2001;
- „Likantrop”, 2005;
- „Łajka”, 2008;
- „Co ta sarna taka gruba, a ten słoń taki chudy”, 2009[1].

### wystawy indywidualne
- 2008 – „Heksakosjoiheksekontaheksafobia”, Zona Sztuki Aktualnej, Łódź;
- 2008 – „Dołącz i zostań zombie”, akcja artystyczna, ms2, Łódź
- 2009 – „Co ta sarna taka gruba, a ten słoń taki chudy”, akcja artystyczna, ulice Łodzi
- 2010 – „Weltschmerz”, Galeria Piekary, Poznań;
- 2010 – „Zoologik”, Galeria Entropia, Wrocław;
- 2010 – „Krzywo zbliżają się do swego celu wszystkie rzeczy dobre”, Galeria Sztuki Wozownia, Toruń;
- 2011 – „Kompleksowe usługi pogrzebowe. Niebo, Piekło”, Galeria Studio, Warszawa;
- 2011 – „Chao ab Ordo”, Galeria Stowarzyszenia Sztuk–Pol „Stróżówka”, Łódź[1];
- 2013 – „homemade.tv”, Mosart, Gorzów Wielkopolski[9];
- 2014 – „Still”. Galeria Monopol, Warszawa”[10];
- 2019 – „Mapa Sztuki Szczecina”, Trafostacja Sztuki w Szczecinie, Szczecin[3];
- 2019 – Wystawa „Cztery oczy”, Galeria Jedna/Duga, Warszawa[11]
- 2024 – „Matwychwstaniec”, Mosart, Gorzów Wielkopolski[12].

### wystawy zbiorowe
- 2002 – „Łódź/Лодка/Boot/Lodke”, Galeria Manhattan, Łódź;
- 2003 – Supermarket Sztuki 4 – Globalne zauroczenie, Galeria DAP i Galeria Lufcik, Warszawa;
- 2003 – „Stan wojenny”, Zmiana Organizacji Ruchu, Warszawa;
- 2004 – „ESC”, Muzeum Artystów, Łódź
- 2005 – „Desant z Łodzi”, Modelarnia, Gdańsk;
- 2005 – „Boys”, Bunkier Sztuki, Kraków;
- 2005 – „Młódź. Identyfikacja”, Ośrodek Propagandy Sztuki, Łódź; Arsenał, Poznań;
- 2005 –„Grünewald”, Mosart, Gorzów Wielkopolski
- 2006 – „Młódź. Identyfikacja”, BWA, Bielsko Biała; Wozownia, Toruń;
- 2006 – „Grünewald 2”, Łódź Art Center, Łódź;
- 2006 – „Mentality”, Łódź Biennale, Łódź Art Center, Łódź;
- 2006 – „Miasta binarne. Łódź–Warszawa. Utopia czy rzeczywistość”, Galeria XX1, Warszawa
- 2007 – „Chodź opowiem ci pewną historię”, Galeria Manhattan, Łódź;
- 2007 – „Przeciąg” Festiwal Sztuki Młodych, Zamek Książąt Pomorskich, Szczecin
- 2008 – „Facelifting”, Studio Gallery, Budapeszt;
- 2008 – 5. Triennale Młodych, Muzeum Rzeźby Współczesnej, Orońsko;
- 2008 – „C.D.N.”, Festiwal Dialogu Czterech Kultur, Łódź; „Antypody umysłu”, Galeria Manhattan, Łódź;
- 2009 – „Epidemia. Kulturowy obraz choroby”, Zona Sztuki Aktualnej, Łódź;
- 2009 – „Serce to samotny myśliwy”, Festiwal Europa XXL, Lille;
- 2009 – „Żebro Ewy? Potencje męskości”, Zamek Książąt Pomorskich, Szczecin;
- 2009 – Galeria Studio, Warszawa; Berlin Preview, Berlin;
- 2009 – Pokój z widokiem”, Galeria Wymiany, Łódź;
- 2009 – „Wszystkie stworzenia duże i małe”, Zachęta, Warszawa;
- 2011 – „Brzuch Atlasa”, Galeria Atlas, Łódź[1];
- 2019–2020 – „Living in the Present Future”, Bornholms Kunstmuseum; Muzeum Narodowe w Szczecinie – Muzeum Sztuki Współczesnej, Szczecin[13].